# 사이팜
사이팜 그룹은 이탈리아의 음반사로 이탈로댄스, 유로댄스, 이탈로-디스코, 팝 장르를 주류로 한다.

## 역사
사이팜은 1981년 마우로 파리나와 쥴리아노 크리벨렌테가 팩토리 사운드 스튜디오(Factory Sound Studio)라는 이름으로 시작하였다. 현재 이탈리아 내에서 거대 규모를 가진 음반사이다. 이후 이들은 새로운 프로듀서와 아티스트들을 모았는데, 그 중 지아니 코라이니가 그의 유명한 명의인 Ken Laszlo 명의로 낸 "Hey Hey Guy"가 세계적으로 대히트를 쳤다.
또한 파리나와 크리벨렌테는 현재 "일본식 이탈로 디스코" 스타일의 곡을 제작하고 있다.
1996년 이들은 사이팜이라고 이름을 바꾸고 현재까지 이어져오고 있으며 많은 산하 레이블을 보유하고 있다.